# 高社山麓みゆきの杜ユースホステル
高社山麓みゆきの杜ユースホステル（こうしゃさんろくみゆきのもりユースホステル）は、日本ユースホステル協会に加盟している長野県木島平村のユースホステル。
木島平スキー場に隣接しており、冬のスノースポーツが盛んな一方で、音響、映像システムを導入した本格的な鉄道模型（Nゲージ）ジオラマが常設されている。

## 設備
現在の建物は2000年7月に完成した。
- 客室数4室
- 食堂兼談話室
- カフェバー
- 浴室
- 天体望遠鏡
- バイク用駐輪場3台収容
- 駐車場13台収容
- レンタサイクル

## 休館
- 12月上旬に1週間程度

## アクセス
- 上信越道豊田飯山ICより1.3km
- 木島平スキー場入口より1.2km
- JR飯山駅 毎日16:00にお迎え有（要予約）